# Amir Peretz

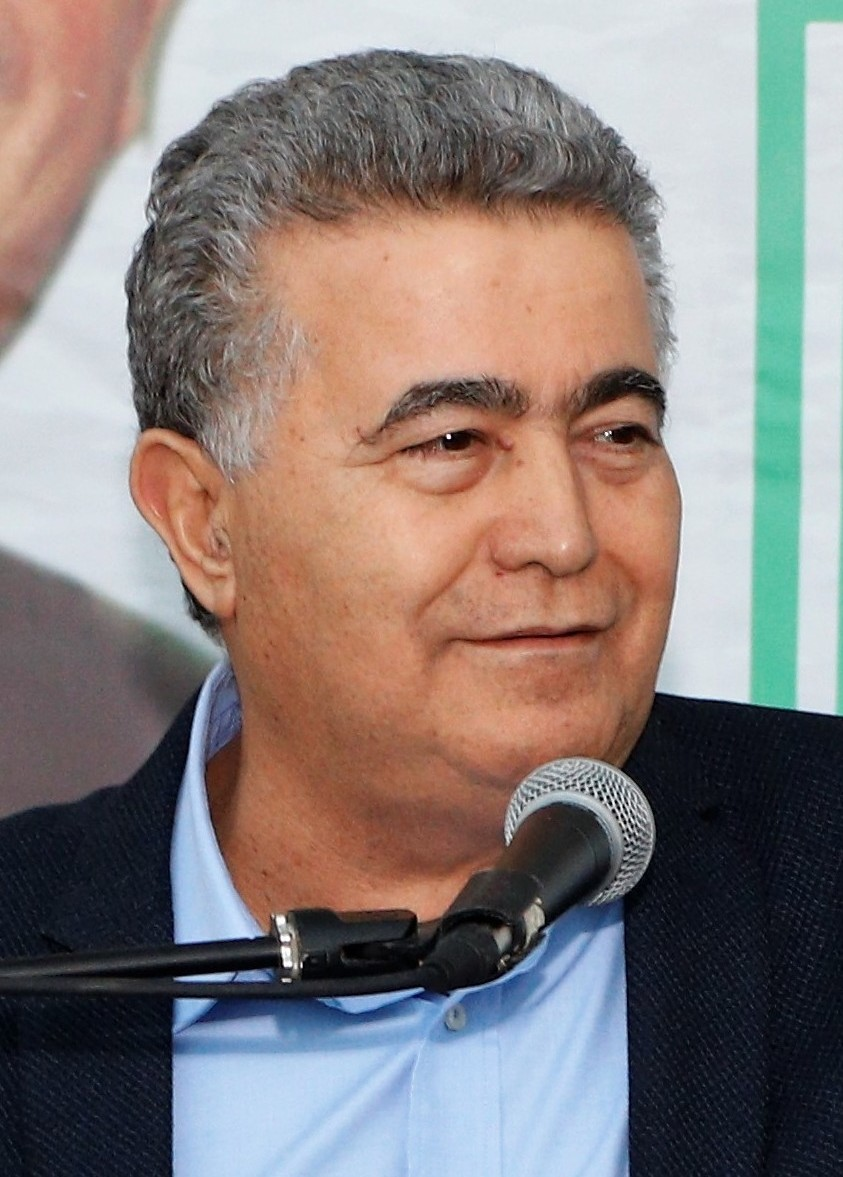
Amir Peretz, 2019

Amir Peretz (hebräisch עמיר פרץ; * 9. März 1952 in Boujad, Marokko) ist ein israelischer Politiker und Gewerkschafter. Von 2005 bis 2007 und von Juli 2019 bis Januar 2021 war er Vorsitzender der sozialdemokratischen Partei Awoda (Arbeitspartei).
Von Dezember 1995 bis Ende 2005 war er Vorsitzender des israelischen Gewerkschaftsbundes Histadrut, von Mai 2006 bis Juni 2007 Verteidigungsminister Israels, von März 2013 bis November 2014 israelischer Umweltminister und von Mai 2020 bis Juni 2021 Wirtschaftsminister.

## Leben

### Frühe Jahre
Geboren 1952 in Marokko, emigrierte er mit seinen Eltern im Alter von vier Jahren nach Israel. Dort wohnte die Familie zunächst in einem Durchgangslager, der heutigen Stadt Sderot. Peretz’ Vater, früherer Vorsitzender der jüdischen Gemeinde in Marokko, fand Arbeit in einer Fabrik, seine Mutter arbeitete in einer Wäscherei. Mit 14 verteilte Peretz Flugblätter über soziale Gerechtigkeit. Er verehrte Che Guevara. Mit 18 ging er zur Armee.
1973 wurde Peretz im Jom-Kippur-Krieg schwer am Bein verwundet. Sein letzter Dienstgrad bei den Fallschirmjägern war Hauptmann. In den zwei Jahren seiner Genesung gründete Peretz eine Farm bei Sderot und spezialisierte sich auf den Anbau von Rosen-Lauch und Knoblauch. Hier lernte er seine Frau Ahlama kennen, mit der er vier Kinder hat.

### Politische Karriere
1983 gewann er für die Arbeitspartei die Bürgermeisterwahl in Sderot und beendete damit eine lange Periode, in der die Stadt von Likud und der Nationalreligiösen Partei (Mafdal) regiert wurde. 1988 wurde er Abgeordneter in der Knesset und 1995 Vorsitzender des Gewerkschaftsbundes Histadrut.
1999 verließ Amir Peretz die Arbeitspartei und gründete die Gewerkschaftspartei Am Echad („Eine Nation“), die 1999 zwei Sitze und 2003 drei Sitze in der Knesset errang. Im Sommer 2004 fusionierte Am Echad mit der Arbeitspartei.
Bei einer Mitgliederurabstimmung am 9. November 2005 um das Amt des Vorsitzenden der Arbeitspartei gewann Peretz mit 42,35 % gegen Amtsinhaber Schimon Peres (39,96 %) und Benjamin Ben Eliezer (16,8 %). Im Wahlkampf hatte er eine stärker links geprägte Politik angekündigt, sich für faire Löhne, mehr staatlichen Einfluss auf die Wirtschaft sowie soziale Gleichberechtigung starkgemacht und versprochen, auf ein baldiges Ende der israelischen Besatzung der palästinensischen Gebiete hinzuarbeiten. Kommentatoren wie Uri Avnery und Natan Sznaider sahen die Wahl Peretz’ als Chance für einen politischen und gesellschaftlichen Umbruch.
Nach seiner Wahl zum Chef der Arbeitspartei gab Peretz sein Amt als Vorsitzender des Gewerkschaftsbundes Histadrut ab (sein Nachfolger wurde Ofer Eini). Er kündigte die Regierungskoalition mit der Likud-Partei auf, es kam zu vorgezogenen Knessetwahlen im März 2006. Dabei gelang es der Arbeitspartei aber nicht, Sitze hinzuzugewinnen. Peretz stellte dennoch klare Bedingungen für eine Teilnahme seiner Partei an einer Koalition: Anhebung des gesetzlichen Mindestlohns, Verringerung der Mitarbeiter von Zeitarbeitsfirmen, eine Gesundheitsreform und eine gesetzliche Rentenregelung für jeden Staatsbürger. Tatsächlich wurde die Arbeitspartei Teil der neuen Regierungskoalition um Ministerpräsident Ehud Olmert. Peretz übernahm jedoch kein sozialpolitisches Ministerium, sondern das Verteidigungsressort.
Nach dem aus israelischer Sicht enttäuschenden Verlauf des Libanonkriegs im Sommer 2006 büßte Peretz zunehmend an Popularität ein, wodurch sein politischer Handlungsspielraum stark eingeschränkt wurde. Peretz wehrte sich auch nicht dagegen, dass Olmert Ende Oktober 2006 den Hardliner Avigdor Lieberman und mit ihm die Partei Jisra’el Beitenu in die Regierung aufnahm.
Im April 2007 veröffentlichte der von der israelischen Regierung eingesetzte Untersuchungsausschuss zum Libanonkrieg seinen vorläufigen Bericht. Darin wurden nicht nur dem Regierungschef Olmert, sondern auch dem Verteidigungsminister schwere Vorwürfe gemacht.
Peretz war damit politisch untragbar geworden. Zuerst wählten ihn die Parteimitglieder Ende Mai 2007 als Awoda-Chef ab: Hinter Ehud Barak und Ami Ajalon kam er nur noch auf den dritten Platz. Und Barak, der in der Stichwahl am 12. Juni 2007 über Ajalon obsiegte, beanspruchte darauf als Nachfolger Peretz’ im Amt des Parteichefs auch dessen Verteidigungsministerium. Die Knesset bestätigte diesen Wechsel am 18. Juni 2007.
Nachdem Barak im Januar 2011 die Arbeitspartei verlassen hatte, kandidierte Peretz erneut für den Parteivorsitz. Die Parteimitglieder wählten jedoch nicht ihn, sondern die ehemalige Journalistin Shelly Yachimovich zur Vorsitzenden.
Anfang Dezember 2012 wechselte Peretz völlig überraschend von der Arbeiterpartei zu der von Zipi Livni neugegründeten, der „politischen Mitte“ zuzurechnenden Ha-Tnu’a. Ab März 2013 war er Umweltminister im Kabinett Benjamin Netanjahu III. Er verließ die Regierung im November 2014 aus Protest gegen den geplanten Haushalt, der seiner Ansicht nach nicht dazu in der Lage sei „Israels ökonomische Ungleichheit zu lösen“.
Nachdem sich die Ha-Tnu’a zur Knessetwahl 2015 mit der Awoda zur Zionistischen Union zusammen getan hatte, kehrte Peretz im September 2015 zur Arbeiterpartei zurück.
Anfang Juli 2019 wurde Peretz zum zweiten Mal zum Vorsitzenden der Arbeiterpartei gewählt. Er gewann mit 47 % gegen Stav Shaffir (26,9 %) und Itzik Shmuli (26,3 %).
Seit dem 17. Mai 2020 war er Wirtschaftsminister im Kabinett Benjamin Netanjahu V. Nachdem die neugewählte Awoda-Vorsitzende Merav Michaeli den Rückzug ihrer Partei aus der Regierung angekündigt und Peretz zum Rücktritt aufgefordert hatte, trat er Ende Januar 2021 zum dritten Mal aus der Arbeiterpartei aus, um Minister bleiben zu können. Seine Amtszeit endete mit dem Antritt der neuen Regierung im Juni 2021.

## Initiator des Raketenschutzschirms Iron Dome
Peretz gilt als Wegbereiter des Raketenschutzschirms Iron Dome, der zunächst als unvereinbar mit Israels Militärstrategie galt und heftiger Kritik ausgesetzt war. Der von Peretz in seiner Amtszeit als Verteidigungsminister durchgesetzte Raketenschutzschirm verhinderte jedoch 2012 im Rahmen der Operation Wolkensäule den Beschuss bewohnten Gebiets durch 300 Hamas-Raketen.